# Alfredo Nobre da Costa
Alfredo Jorge Nobre da Costaⓘ [ˈnɔbɾɯ dɐ ˈkɔʃtɐ] (* 10. September 1923 in Lapa; † 4. Februar 1996 in Lissabon) war ein portugiesischer Politiker und Ministerpräsident.
Nobre da Costa absolvierte ein Studium der Ingenieurwissenschaften in Lissabon und London. Anschließend arbeitete er viele Jahre als Angestellter und Consulting Engineer der Champalimaud Industrieholding, Portugals zweitgrößtem Finanzimperium.
Als unabhängiger Fachmann, der jedoch der linken Mitte zugerechnet wurde, wurde er am 25. März 1977 in das erste Kabinett von Mário Soares als Minister für Industrie und Technologie berufen. Dieses Amt übte er bis zum 9. Dezember 1977 aus.
Nach dem Rücktritt von Soares wird er überraschenderweise am 28. August 1978 von Präsident António Ramalho Eanes zum Ministerpräsidenten ernannt und mit der Führung einer Regierung bis zum Ende der vierjährigen Legislaturperiode der Republikanischen Versammlung (Assembleia da República) beauftragt. Es gelang ihm allerdings nicht, eine parlamentarische Mehrheit zu erhalten, so dass er bereits am 22. November 1978 von seinem Amt zurücktreten musste und von Carlos Mota Pinto abgelöst wurde.
Nobre da Costa, ein leidenschaftlicher Bridge-Spieler, war von 1966 bis 1967 Präsident des portugiesischen Bridgespielerbundes F.P.B. Er heiratete 1951 Maria de Lourdes de Carvalho, mit der er eine Tochter und einen Sohn hatte.